# 小行星10237
小行星10237（10237 Adzic）是一颗绕太阳运转的小行星，为主小行星带小行星。该小行星于1998年9月26日发现。

## 轨道参数
小行星10237的轨道半长轴为2.2066723 UA，离心率为0.057。